# Magyar kitüntetések viselési sorrendje a 2013-as állapotnak megfelelően
A magyarországi rendjelek, kitüntetések, dísz- és emlékjelvények viselési sorrendje a 2013. évben a következő volt:
- Magyar Szent István-rend (csak a nagykereszt fokozat lett újraalapítva)
- Magyar Érdemrend nagykeresztje a lánccal és az aranysugaras csillaggal
- Magyar Érdemrend nagykeresztje
- Magyar Becsület Rend
- Magyar Érdemrend középkeresztje a csillaggal
- Magyar Érdemrend középkeresztje
- Magyar Érdemrend tisztikeresztje
- Magyar Érdemrend lovagkeresztje
- Magyar Arany Érdemkereszt
- Magyar Ezüst Érdemkereszt
- Magyar Bronz Érdemkereszt
- 1956-os Emlékérem
- Hazáért Érdemjel
- Szövetségért Érdemjel
- Sebesülési Emlékérem
- Babérkoszorúval Ékesített Szolgálati Érdemjel
- Szolgálati Emlékjel a NATO-csatlakozás Emlékére
- Szolgálati Érdemjel aranyfokozata
- Honvédelemért Kitüntető Cím I. osztálya
- Aranykor Kitüntető Cím arany fokozata
- Magyar Hadisírgondozásért Kitüntető Cím I. osztálya
- Szolgálati Érdemjel ezüst fokozata
- Honvédelemért Kitüntető Cím II. osztálya
- Aranykor Kitüntető Cím ezüst fokozata
- Magyar Hadisírgondozásért Kitüntető Cím II. osztálya
- Tiszti Szolgálati Jel Babérkoszorúval ékesített fokozata 40 év után
- Tiszti Szolgálati Jel I. fokozata 30 év után
- Altiszti Szolgálati Jel Babérkoszorúval ékesített fokozata 40 év után
- Altiszti  Szolgálati Jel I. fokozata 30 év után
- Szolgálati Érdemjel bronz fokozata
- Árvízvédelemért Szolgálati Jel
- Első Tűzharcért Szolgálati Jel
- Katasztrófaelhárításért Szolgálati Jel
- NATO/EU/EBESZ/ENSZ-Szolgálati Érdemérem
- Békefenntartásért Szolgálati Jel
- Honvédelemért Kitüntető Cím III. osztálya
- Aranykor Kitüntető Cím bronz fokozata
- Magyar Hadisírgondozásért Kitüntető Cím III. osztálya
- Tiszti Szolgálati Jel II. fokozata 20 év után
- Altiszti  Szolgálati Jel II. fokozata 20 év után
- Tiszti Szolgálati Jel III. fokozata 10 év után
- Altiszti  Szolgálati Jel III. fokozata 10 év után
- Legénységi Szolgálati Jel Babérkoszorúval ékesített fokozata 40 év után
- Legénységi Szolgálati Jel I. fokozata 30 év után
- Legénységi Szolgálati Jel II. fokozata 20 év után
- Legénységi  Szolgálati Jel III. fokozata 10 év után
- Független Demokratikus Magyarországért
- Katonai szalagsávsor rendjelek[1]